# Punta Almina
Punta Almina är en udde i Spanien. Den ligger i den nordafrikanska exklaven Ceuta och utgör Alminahalvöns nordöstspets. 
På udden står sedan 1855 fyren Punta Almina. Fyrtornet är 16 meter. Det står dock på en hög klippa och dess lyshöjd är 148 meter.

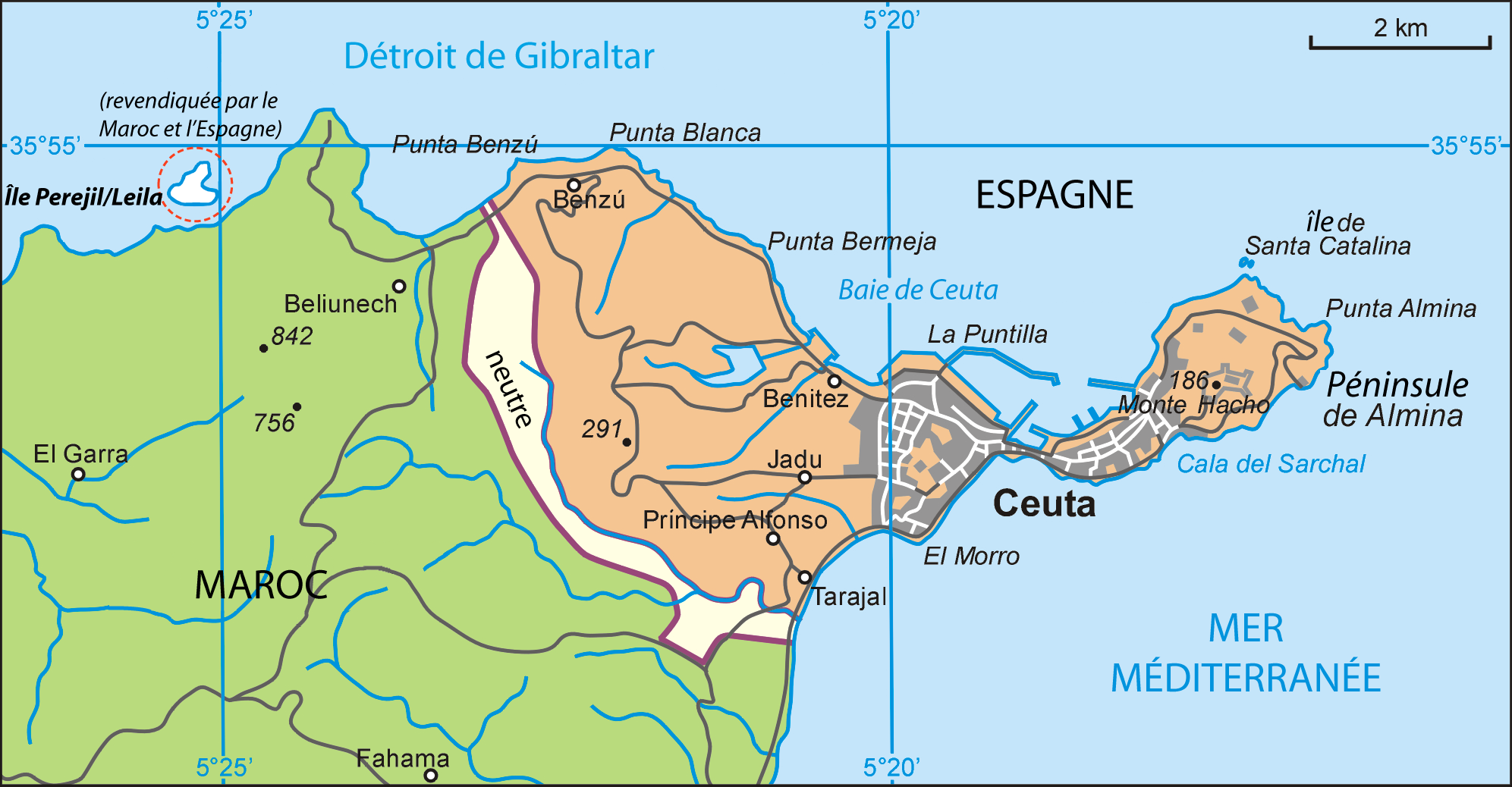
Karta över Ceuta